# 金塔纳德尔皮迪奥
金塔纳德尔皮迪奥，是西班牙卡斯蒂利亚-莱昂布尔戈斯省的一个市镇。总面积11平方公里，总人口181人（2001年），人口密度16人/平方公里。